# Christian Gottlieb Müller
Christian Gottlieb Müller (* 6. Februar 1800 in Niederoderwitz; † 29. Juni 1863 in Altenburg) war ein deutscher Geiger, Komponist und später Stadtmusikdirektor von Altenburg. Heute ist er hauptsächlich als einer der Lehrer von Richard Wagner bekannt.

## Leben

### Ausbildung (1806–1825)
Müller war der Sohn eines Leinenwebers war und stammte aus ärmlichen Verhältnissen. Sein Vater förderte früh das Talent seines Sohnes und schickte ihn beim Stadtmusikdirektor von Zittau in die Lehre. Dort erhielt er eine Ausbildung in Geige und Klarinette und an weiteren Orchesterinstrumenten. Zu dieser Zeit entwickelte sich seine Bewunderung für die Werke Beethovens sowie sein Interesse für das Komponieren. Später wurde er Geselle beim Stadtmusikus von Wurzen. Nach dieser Zeit machte ihn der Musikdirektor von Göttingen mit Louis Spohr bekannt, der ihn wiederum bei sich in die Lehre nahm. Durch eine Empfehlung Spohrs kam Müller zu einer zweijährigen Ausbildung bei Carl Maria von Weber, der ihn vor allem in der Komposition unterrichtete. Seine ersten Werke erhielten damals allgemeine Beachtung.

### Leipziger Jahre (1825–1838)
1825 versuchte Müller in Leipzig Fuß zu fassen, da es damals als musikalisches Zentrum Europas galt. Er gelangte an eine Anstellung als Geiger im Gewandhausorchester und wurde ein pensionsberechtigtes Mitglied desselben. Mit dem von ihm 1824 gegründeten Musikverein Euterpe gelangte er zu einiger Anerkennung; viele seiner Werke wurden hier erstmals aufgeführt. Er schrieb mehrere Orchesterwerke, besonders bekannt ist das Concertino in Es-Dur op. 5 für Bassposaune und Orchester, das er für seinen Freund und Kollegen Carl Traugott Queisser schrieb und das beide über Leipzigs Grenzen hinaus bekannt machte. Es gilt als eines der besten Werke der Hochromantik und gehörte bis in die 1950er Jahre zum Standardrepertoire der Posaunisten. Auch seine Sinfonie Nummer 3 fand allgemeinen Anklang und wurde besonders von Robert Schumann gelobt. Von 1829 bis 1831 unterrichtete Müller den damaligen Oberschüler Richard Wagner in der Harmonielehre und den Grundlagen des Dirigierens. Schumann bat ihn 1832 um Unterweisung in Instrumentation. In seiner Leipziger Zeit ist er 1829 in die dortige Freimaurerloge Balduin zur Linde aufgenommen worden; der Freimaurerei blieb er als "besuchender Bruder" der Loge Archimedes zu den drei Reißbrttern auch in Altenburg treu, u. a. als Verfasser von Melodien für das Altenburger freimaurerischen Liederbuch.
Müller dirigierte am 15. Dezember 1832 die öffentliche Erstaufführung von Richard Wagners Symphonie in C-Dur.

### Altenburger Jahre (1838–1863)
Trotz seiner Erfolge in Leipzig hatte Müller nur ein mäßiges finanzielles Auskommen. Als 1838 die Stelle des Musikdirektors im Herzogtum Sachsen-Altenburg an ihn herangetragen wurde, nahm er diese an. Seine Tätigkeit als Dirigent im Euterpe übte er nun nur noch gelegentlicher Gast aus. Am 24. März 1840 brachte das Theater in Altenburg seine romantische Zauberoper Rübezahl zur Uraufführung, seine zweite Oper Oleando wurde 1859 erstmals aufgeführt. Müllers größtes Werk, das Oratorium Christus am Kreuze wurde am Karfreitag 1853 mit 140 Mitwirkenden in der Brüderkirche zu Altenburg uraufgeführt.

## Familie
Sein Sohn Richard Müller (1830–1904) war ebenfalls Komponist und gründete den Leipziger Universitäts-Gesangsverein „Arion“. Außerdem war er Gesangslehrer für externe Schüler an der Thomasschule und leitete er von 1883 bis 1893 den Chor der Leipziger Singakademie.

## Werke
- Andante in B-Dur für Posaune und Orgel
- Concertino d-moll für Fagott und Orchester
- Concertino für Bassposaune und Orchester op. 5 (Leipzig, 1832)
- Divertimento in E-Dur
- Drei Quartette op. 3 für 2 Violinen, Viola und Violoncello
- Oper Oleando (Altenburg, 1859)
- Oper Rübezahl (Altenburg, 1840)
- Oratorium Christus am Kreuze (Altenburg, 1853)
- Ouvertüre über eine Altenburgische Nationalmelodie und das Lied Auf, auf, du liebes Sachsenland
- Potpourrie für Viola in Begleitung von 2 Violinen, Viola und Violoncello
- Symphonie Nr. 1 g-moll op. 6 (um 1832)
- Symphonie Nr. 2 c-Moll op. 12 (1835) [irrtümlich, auch von Robert Schumann, als 3. Symphonie bezeichnet. Dieser Fehler hält sich bis heute hartnäckig. Tatsächlich gibt Müller selbst bei op. 12 keine Nummerierung an! ]
- Symphonie Nr. 3 F-Dur
- Symphonie Nr. 4 D-Dur (um 1836/37)
- Symphonie Nr. 5 a-Moll (um 1836/37)